# 宇文所安
宇文所安（英語：Stephen Owen，1946年10月30日—），美国汉学家。耶鲁大学文学博士，哈佛大学詹姆斯·布莱恩特·柯南德特级教授，美国人文与科学学院院士，美国哲学会会士。
主要从事中国古典诗歌和文论以及比较文学和世界文学研究。2018年榮獲唐獎漢學獎。

## 作品

### 著作
- 《追忆：中国古典文学中的往事再现》，聯經出版社，2006年，ISBN 9789570830828
- 《初唐诗》，聯經出版社，2007年，ISBN 9789570831078
- 《盛唐诗》，聯經出版社，2007年，ISBN 9789570831085
- 《中国“中世纪”的终结：中唐文学文化论集》，聯經出版社，2007年，ISBN 9789570831498
- 《迷楼：诗与欲望的迷宫》 ，聯經出版社，2006年，ISBN 9789570830798
- 《他山的石头记：宇文所安自选集》，江蘇人民出版社，2006年，ISBN 7214033291
- 《晚唐：九世紀中葉的中國詩歌(827-860)》，賈晉華等譯，北京：三聯書店，2011年，ISBN 9787108048073
- 《中國早期古典詩歌的生成》，胡秋蕾/王宇根/田晓菲譯，北京：三聯書店，2012年，ISBN 9787108039965
- 《中國文學思想讀本》，王柏华/陶庆梅譯，北京：三聯書店，2018年，ISBN 9787108063281
- 《詩的引誘》，賈晉華等譯，南京：譯林出版社，2019年，ISBN 9787544777124

### 译著
- 《中国文学选集》（获美国文学翻译协会”国家翻译奖”）
- 《杜诗全集》译注

### 主编
- 《剑桥中国文学史：上古－宋元》
- “中华人文经典文库”（Library of Chinese Humanities）译著系列

## 外部連結
- 宇文所安在哈佛的頁面 （页面存档备份，存于）